# Castillo Hanakuma
El castillo Hanakuma (花 隈 城?) fue un castillo japonés del siglo XVI ubicado en el distrito de Chūō-ku de la ciudad de Kobe, en la prefectura de Hyōgo, Japón. Actualmente está en ruinas y solo han permanecido las bases de piedra de los edificios.

## Historia

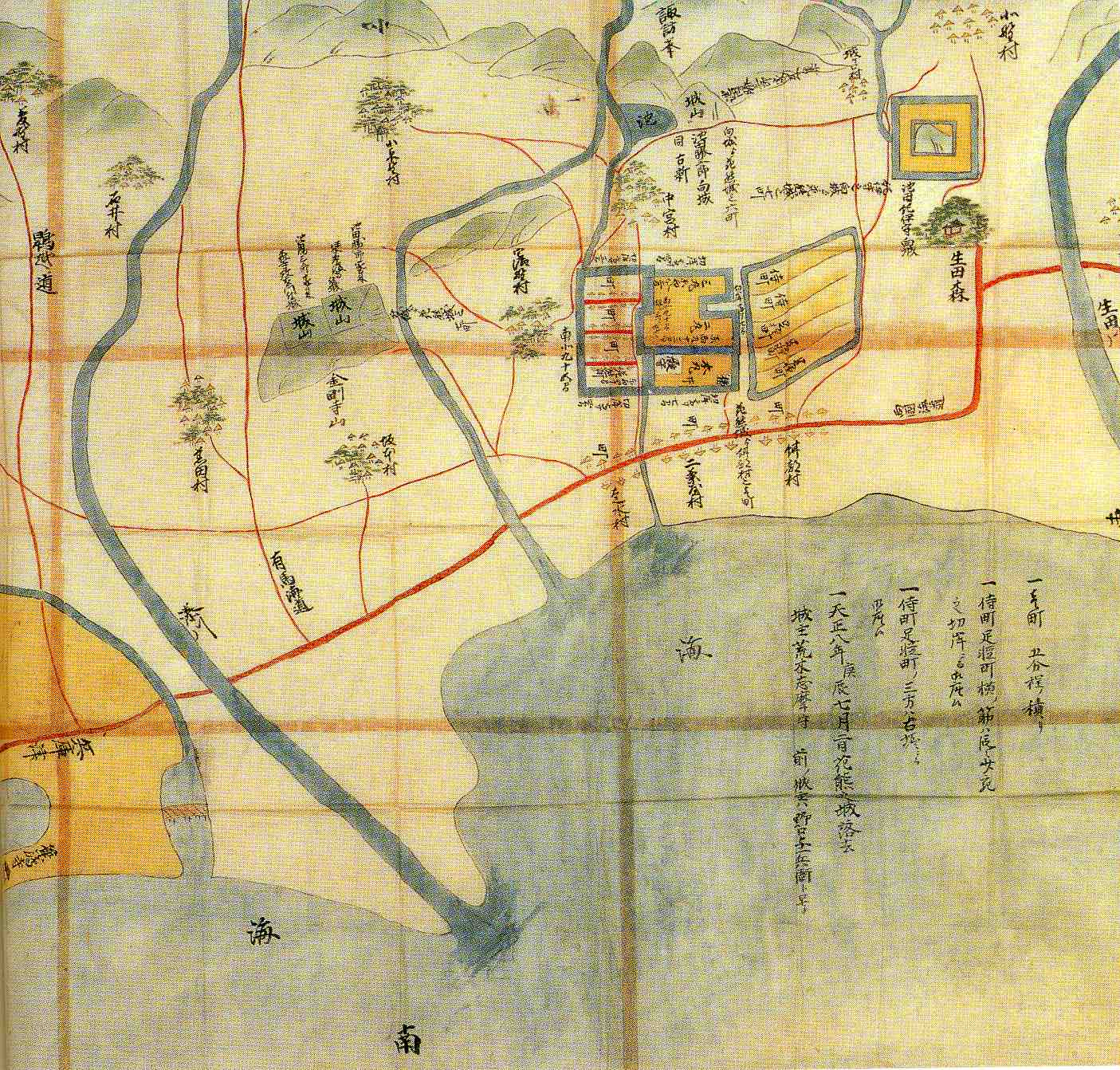
Mapa de la zona alrededor del castillo

El castillo fue construido en 1568 por Wada Koremasa. Durante la campaña de Miki (1578-1580) sirvió como fortificación para vigilar los cargamentos de alimentos que descargaban allí las fuerzas contrarias a Oda Nobunaga. En 1580, Araki Murashige huyó y se mantuvo en la fortaleza tras perder el castillo de Itami después de un asedio en 1579. El castillo de Hanakuma fue entonces asediado por Ikeda Terumasa e Ikeda Tsuneoki. Tras un estancamiento de varios meses, el 2 de julio de 1580 la fortaleza fue tomada. Las tropas de Ikeda Terumasa se acercaron al castillo escondidas en la larga hierba de verano que lo rodeaba, asaltando y tomando por sorpresa la guarnición de Hanakuma. En ese momento, Ikeda Tsuneoki combatió de frente, librando una batalla alrededor de la puerta principal del castillo. Tsuneoki envió un contingente para atacar la puerta trasera. Lograron derrotar a los enemigos de la puerta principal debido al ataque por la espalda. El castillo cayó, pero Araki Murashige escapó de nuevo y vivió el resto de sus días como devoto de la ceremonia del té bajo la protección del clan Mōri. Después de que el castillo de Hanakuma cayera en manos de Ikeda Tsuneoki, fue abandonado.

## Reconstrucción

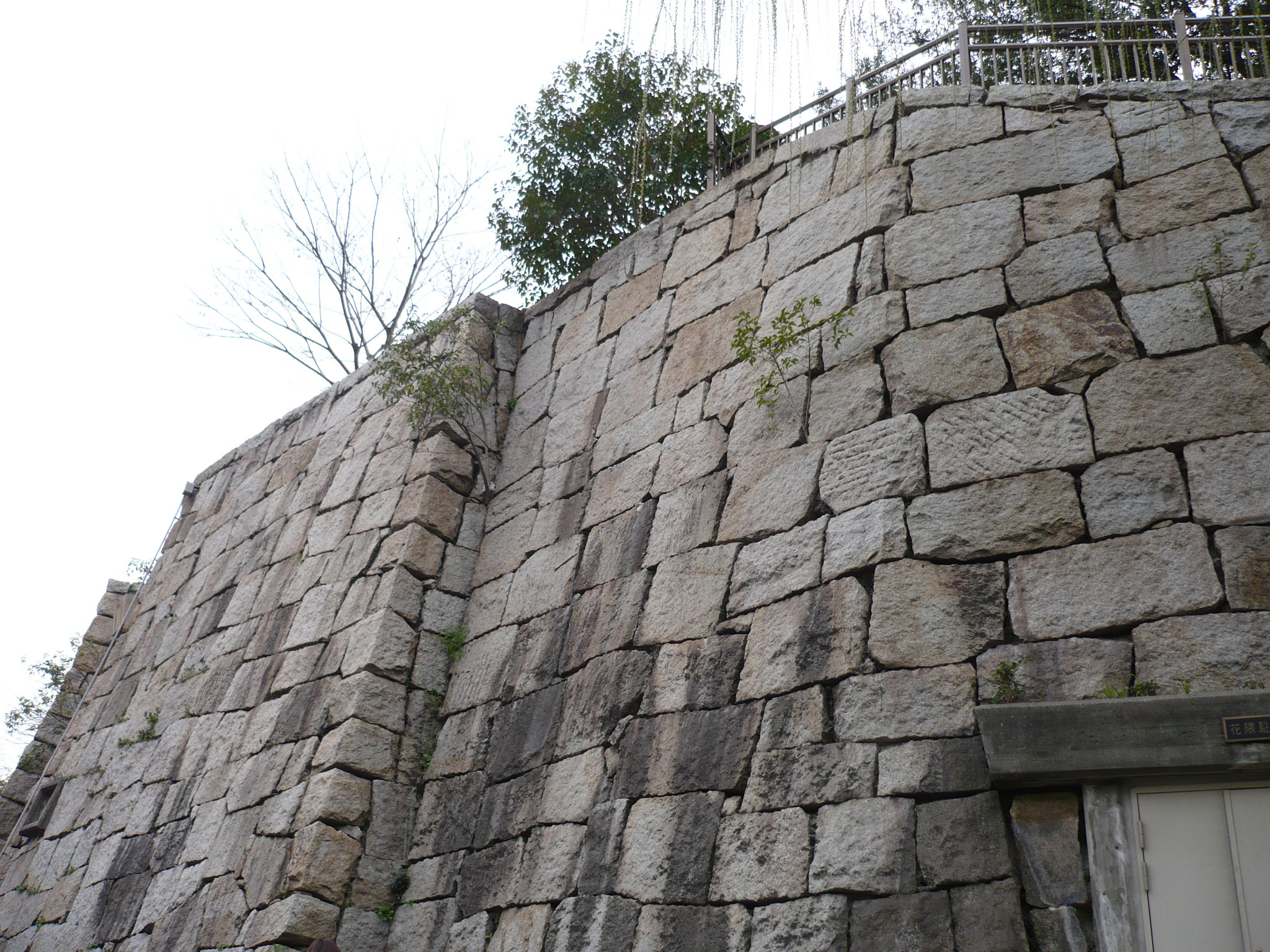
Un muro de piedra reconstruido

Los restos que restan del castillo Hanakuma son los muros y las bases de piedra. Estos remanentes son una reconstrucción de un estilo no representativo para la época de la construcción de la fortaleza.